# Barbara Baynton

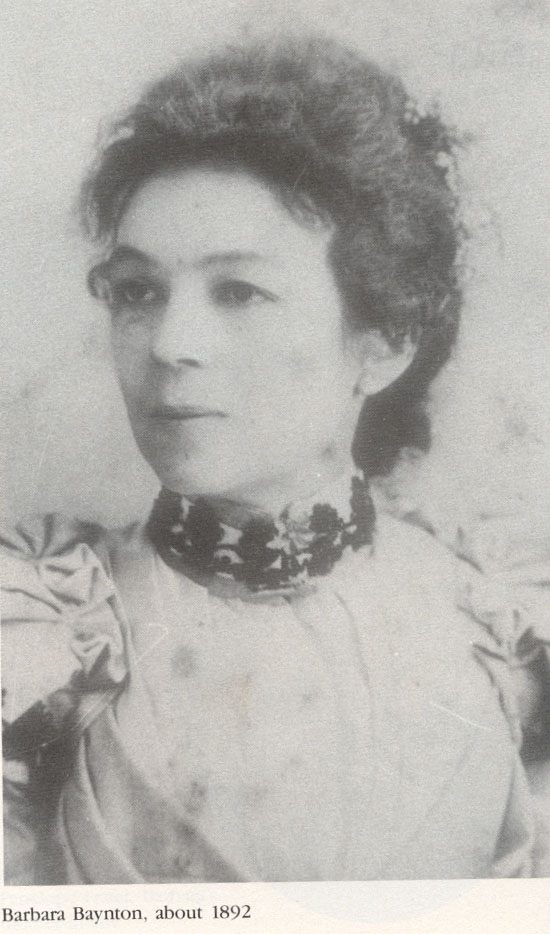
Barbara Baynton

Barbara Jane Baynton (* 4. Juni 1857 in Scone, New South Wales; † 28. Mai 1929 in Melbourne) war eine australische Schriftstellerin.

## Leben
Sie wurde als Tochter eines Tischlers geboren und war als Gouvernante beschäftigt. Ab 1887 lebte sie in Sydney und war dort für die Zeitschrift The Bulletin tätig. Später siedelte sie nach England über. Hier heiratete sie 1921 zum dritten Mal. Häufige Reisen führten sie auch weiterhin nach Australien.
Sie schrieb Kurzgeschichten und einen Roman.

## Werke
- The Chosen Vessel, 1896 (dt. Erwählt, 2014; in Outback: Mein einziger Mord ... und andere australische Storys, Balladine Publishing, Köln 2018, ISBN 978-3-945035-23-8)
- Bush Studies, 1902
- A Dreamer, 1902 (dt. Eine Träumerin, 2021; in Bunyip: Zwielicht ... und andere australische Storys, Balladine Publishing, Köln 2021, ISBN 978-3-945035-48-1)
- Human Toll, 1907
- Cobbers, 1917